# Adams (cratera marciana)
Adams é uma cratera marciana. Tem como característica 94.9 quilômetros de diâmetro. Deve o seu nome ao astrónomo Walter Sydney Adams.